# Hrůzostrašný dějepis
Hrůzostrašný dějepis (v anglickém originále Horrible Histories) je animovaný britský televizní seriál pro děti. Děj je o dvou starších dětech – Stich a Molly, kteří cestují do minulosti, aby jim vypravěč, který je tam posílá, dal lekci a poučil je o pravidlech a zákonech v různých epochách historie v různých zemích, tudíž aby si vážili současné doby. Seriál byl vysílán s 26 díly v letech 2001-2002, ale v české verzi až v roce 2007.